# Juan de Sanclemente Torquemada
Juan de Sanclemente Torquemada (19 de agosto de 1534 – 20 de abril de 1602) foi um prelado católico romano que serviu como arcebispo de Santiago de Compostela (1587–1602) e bispo de Ourense (1578–1587).

## Biografia
Juan de Sanclemente Torquemada nasceu em Córdoba, Espanha. No dia 7 de julho de 1578, foi nomeado durante o papado de Gregório XIII como Bispo de Ourense. A 25 de janeiro de 1579, foi consagrado bispo por Francisco Blanco Salcedo, arcebispo de Santiago de Compostela, com Fernando Vellosillo Barrio, bispo de Lugo, e Diego Torquemada, bispo de Tui, servindo como co-consagradores. A 27 de julho de 1587, foi nomeado durante o papado de Sisto V como Arcebispo de Santiago de Compostela, onde serviu até à sua morte a 20 de abril de 1602.

## Sucessão episcopal
Enquanto bispo, foi o principal consagrador de Miguel Ares Canaval, bispo de Orense (1595); Francisco de Tolosa, Bispo de Tui (1597); e Francisco Terrones del Caño, Bispo de Tui (1601).